# N,N-Dialkylamide
| N,N-Dialkylamide       |
| ---------------------- |
| Allgemeine Formel      |
| Dimethylformamid (DMF) |
| Dimethylacetamid       |

N,N-Dialkylamide sind eine Stoffgruppe in der organischen Chemie, genauer sind es dialkylsubstituierte Amide von Carbonsäuren.

## Beispiele
Das als Lösungsmittel verwendete Dimethylformamid (DMF) ist ein Amid der Ameisensäure, Dimethylacetamid ist ein Amid der Essigsäure.